# TomTom
TomTom N.V.是一家主营业务为地图、导航和GPS设备的荷兰公司，总部位于阿姆斯特丹。

## 历史
公司始于1991年，目前约有4000名员工。目前此公司有消费电子、汽车工业、地图授权和Telematics几大业务分支。